# Lukov (Teplicei járás)
Lukov település Csehországban, Teplicei járásban. Lukov Velemín, Třebenice, Třebívlice, Podsedice, Hrobčice és Kostomlaty pod Milešovkou településekkel határos. Lakosainak száma 133 fő (2024. január 1.).

## Népesség
A település lakosságának változását az alábbi diagram mutatja:
| Lakosok száma | 250  | 273  | 261  | 110  | 142  | 132  | 129  | 123  | 141  | 133  |
|               | 1869 | 1900 | 1921 | 1961 | 1980 | 2011 | 2016 | 2019 | 2021 | 2024 |